# João N’Tyamba
João Baptista N'Tyamba (Lubango, 1968. március 20. –) angolai futó, olimpikon. Hat olimpián indult.
Középtávú futóként kezdett versenyezni. 800 méteren indult az 1988. évi nyári olimpiai játékokon. Később 1500 méteren szerepelt az 1991-es atlétikai világbajnokságon, az 1992-es és az 1996-os olimpián, majd 3000 méteren az 1995-ös atlétikai világbajnokságon. Ezeken az eseményeken nem tudott egyik versenyszámban sem a döntőbe jutni.
1997-től a hosszabb távokra váltott. 1997-ben, 1999-ben és 2001-ben 10 000 méteren indult a világbajnokságon. Az 1999-es 13. helyezés volt a legjobb szereplése.
A 2000-es és a 2004-es olimpián maratonfutásban indult. A sydney-i olimpián 17. volt. Azzal, hogy 2008-ban elindult az olimpián maratonfutásban, az első férfi atléta lett, aki hat olimpián szerepelt.
N'Tyamba 800 métertől maratonig minden síkfutó távon egyszerre tartotta az angolai csúcsot.